# Pīr Bālā
Pīr Bālā (persiska: پیر بالا) är en ort i Iran.   Den ligger i provinsen Östazarbaijan, i den nordvästra delen av landet, 600 km nordväst om huvudstaden Teheran. Pīr Bālā ligger 1 513 meter över havet och antalet invånare är 858.
Terrängen runt Pīr Bālā är kuperad åt nordost, men åt sydväst är den bergig.Runt Pīr Bālā är det ganska tätbefolkat, med 70 invånare per kvadratkilometer. Närmaste större samhälle är Marand, 17,2 km öster om Pīr Bālā. Trakten runt Pīr Bālā består i huvudsak av gräsmarker.